# Mityng lekkoatletyczny
Mityng lekkoatletyczny – rodzaj zawodów lekkoatletycznych odbywających się na stadionie lub w halach lekkoatletycznych. Zawody takie służą uzyskiwaniu jak najlepszych rezultatów, w biegach średnio i długodystansowych przez pierwszą część dystansu tempo nadaje specjalnie w tym celu zakontraktowany zawodnik, tzw. zając (ang. pacemaker). 
Najbardziej prestiżowy cykl mityngów to obecnie Diamentowa Liga, przed reformą kalendarza była to Złota Liga.